# Hybomitra epistates
Hybomitra epistates är en tvåvingeart som först beskrevs av Osten Sacken 1878.  Hybomitra epistates ingår i släktet Hybomitra och familjen bromsar. Inga underarter finns listade i Catalogue of Life.